# Lupicinus (consul)
Pour les articles homonymes, voir Lupicinus.
Ne doit pas être confondu avec Lupicinus (comes rei militaris).
Flavius Lupicinus est un général et un homme politique romain du IVe siècle. Il fut consul prior en 367.

## Biographie

### Caractère
L'historien Ammien Marcellin décrit Lupicinus comme un « un bon soldat et capitaine consommé, mais de ces gens au sourcil dressé, au verbe haut, à l’accent péremptoire ; et l’on n’aurait su dire ce qui dominait chez lui, de la dureté de cœur ou de l’amour du gain ». Selon Ammien, l'empereur Julien l'aurait quant à lui jugé « entreprenant et présomptueux ».
Lupicinus est chrétien, mais il apporte son soutien aux milieux intellectuels orientaux - souvent païens - et notamment au rhéteur Libanios, dont l'attachement au paganisme hellénique est de notoriété publique,.

### Carrière

#### Sous Julien (359-360)
Vers 359, il succède au général Sévère comme magister equitum en Gaule sous les ordres du César Julien. Lupicinus participe à ce titre à ses campagnes contre les Alamans.
En 360, Julien l'envoie en Bretagne pour repousser les incursions des Pictes et des Scots dans la région de la frontière. Lupicinus commande deux légions de Mésie et un corps de vélites (fantassins légers) composé de deux unités, les Batavi et les Heruli. Après avoir embarqué à Boulogne, il se rend à Londres où il établit son quartier général.
Cette même année, l'empereur Constance II demande à Julien de lui détacher des troupes pour participer à une campagne militaire contre les Perses. Lupicinus - dont la cour de Constance ignore l'expédition - est désigné pour prendre la tête des unités gauloises qui doivent se battre en Orient. Cependant, Lupicinus est encore en Bretagne au moment où parviennent ces ordres. Gomoarius est nommé par Constance pour succéder à Lupicinus.
L'ordre de marche vers l'Orient suscite une mutinerie dans l'armée des Gaules qui proclame Julien empereur à Lutèce. Le nouvel empereur se méfie de Lupicinus, qu'il juge susceptible de se rebeller. Aussi Julien ordonne-t-il à l'un de ses notaires de se rendre à Boulogne pour empêcher tout navire de traverser la Manche, afin de garder son général dans l'ignorance des événements en cours. Il semble que Lupicinus ait été arrêté à son retour sur le continent,.

#### Sous Jovien et Valens (364-367)
Après la mort de Julien au terme de sa campagne en Perse en 363, Lupicinus se voit à nouveau confier des responsabilités dans l'armée romaine. Le nouvel empereur Jovien le nomme magister equitum en Orient. Après la mort de Jovien en 364, Lupicinus conserve son poste sous son successeur Valens.
Lupicinus reste fidèle à Valens durant l'usurpation de Procope en 365, qui voit se détourner de l'empereur nombre de généraux et d'officiers. Après la mort de Procope en mai 366, Lupicinus est nommé consul prior pour l'année 367 avec Flavius Jovin.